# 슬라브 디펜스
슬라브 디펜스(Slav Defense)는 체스 오프닝 중 하나이다.
1. d4 d5
2. c4 c6
체스 오프닝 백과사전에 D10부터 D19까지 할당되어 있다. 퀸스 갬빗 디클라인드 뒤로 퀸스 갬빗을 상대로 2번째로 가장 인기있는 답이다.